# Jules-Émile Péan
Jules-Emile Péan (ur. 29 listopada 1830 w Marboue, zm. 30 stycznia 1898 w Paryżu) – francuski chirurg.
Urodził się w Marboue, małej miejscowości pod Châteaudun. Był synem młynarza. Uczył się w szkole w Chartres a następnie studiował medycynę w Paryżu pod okiem Auguste’a Nelatona. Od czasu, gdy w 1861 roku został lekarzem do 1893 roku pracował w St. Antoine oraz w St Louis. Napisał dwa własne podręczniki medyczne (w 1876 oraz 1880). Został uhonorowany Komandorią Legii Honorowej w 1893 roku.
Pean za życia był podziwiany, lecz także uważany za postać kontrowersyjną. Jakkolwiek był zwolennikiem higieny, często kwestionował badania prowadzone przez Pasteura. W 1864 roku jako pierwszy dokonał udanej operacji chirurgicznego usunięcia torbieli jajnika. Dokonał również pierwszego zabiegu przezpochwowej histerektomii u chorej na raka macicy w 1890. W 1893 próbował dokonać pierwszej całkowitej artroplastyki, jednak po dwóch latach wszczepiony implant trzeba było usunąć, ponieważ doszło na nim do rozwoju zakażenia. Planował także wykonać pierwszą na świecie operację uchyłku pęcherza moczowego w 1895 roku, lecz jego plany zniweczyła śmierć. 

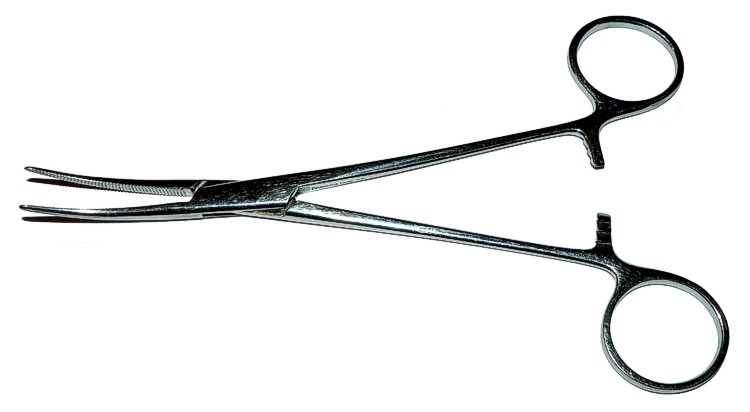
Zacisk Peana

Skonstruował zacisk hemostatyczny używany do dziś podczas operacji do zaciskania krwawiących naczyń, nazywany przez chirurgów „peanem”.